# Friedrich Joseph Haass
Pour les articles homonymes, voir Haass.
Friedrich Joseph Haass, né le 24 août 1780 à Bad Münstereifel (duché de Juliers) et mort le 6 août 1853 à Moscou (Russie), est un médecin au sens humain et social très prononcé. Catholiques comme orthodoxes l’appellent le Saint docteur de Moscou. Comme membre du comité gouvernemental des prisons, il passe de nombreuses années à humaniser le système carcéral de la capitale russe. Il dépense sa fortune à construire un hôpital pour les sans-abris. Plus de 20 000 personnes prennent part à ses funérailles en 1853. Et depuis sa mort, sa tombe au cimetière de la Présentation (district de Lefortovo) est régulièrement fleurie.

## Histoire
Friedrich  Haass arrive à 22 ans à Moscou. Il est médecin  ophtalmologue et avait soigné à Vienne le prince Repnine, dignitaire russe. Celui-ci ne voulait pas se séparer de son docteur. En très peu de temps Haass devient ophtalmologue réputé à Moscou. En 1812, il renonce  à son hôpital pour lequel il avait reçu l'ordre de Saint-Vladimir. En 1813, il devient médecin militaire mais revient ensuite à Moscou où sa gloire et sa richesse continuent d'augmenter. En 1828, le gouverneur Golitsyne décide de fonder un conseil spécial pour la surveillance du régime pénitentiaire de Moscou. Haass est élu secrétaire de ce conseil à l'unanimité et est nomme médecin chef des prisons de la ville.
Dès son entrée en fonction il engagea une lutte contre le « prout » c'est-à-dire une tige de fer qui reliait les prisonniers entre eux. Les hommes étaient ainsi comme soudés les uns aux autres. Après des années de lutte Haass réussit à faire remplacer la tige de fer par une chaîne, ce qui constituait un soulagement considérable. Il poursuivit ses efforts pour faire doubler de cuir les bracelets de fer qui enserraient les bras et les jambes des prisonniers en usant leur chair. Mais les chaînes des prisonniers pesaient encore entre quatre et cinq livres et demie. Avec l'aide de forgeron il réussit à réduire le poids de près de moitié sans modifier la forme ni la solidité des liens. Il agrandit une forge à ses frais et engagea des ouvriers pour échanger lui-même les chaînes des prisonniers.
Le Docteur Haass apportait aux détenus des dons recueillis par lui, des médicaments des vêtements. Il renonce à sa clientèle privée. Durant les vingt années de son secrétariat il sollicite cent quarante-deux fois  l'intervention du conseil pénitentiaire pour obtenir la révision d'un procès.

## Souvenir et vénération
- En 2008, une exposition sur le Docteur Haass et son temps, organisée dans les bâtiments du conseil de l’Europe - sous le patronage conjoint de l’Allemagne et de la Russie -, eut un grand succès et montre l’actualité d’un homme qui a marqué son temps et son pays d’adoption.
- La procédure en vue de la béatification du docteur Haass a été ouverte par l’archidiocèse catholique de Moscou.